# Libellus de Nativitate Sanctae Mariae
Libellus de Nativitate Sanctae Mariae (literalmente, "Livro do Nascimento de Santa Maria") é um texto que trata do nascimento de Maria, mãe de Jesus. É essencialmente uma parte do Evangelho de Pseudo-Mateus e foi tratado como uma obra independente a partir do século IX.